# Banjoline

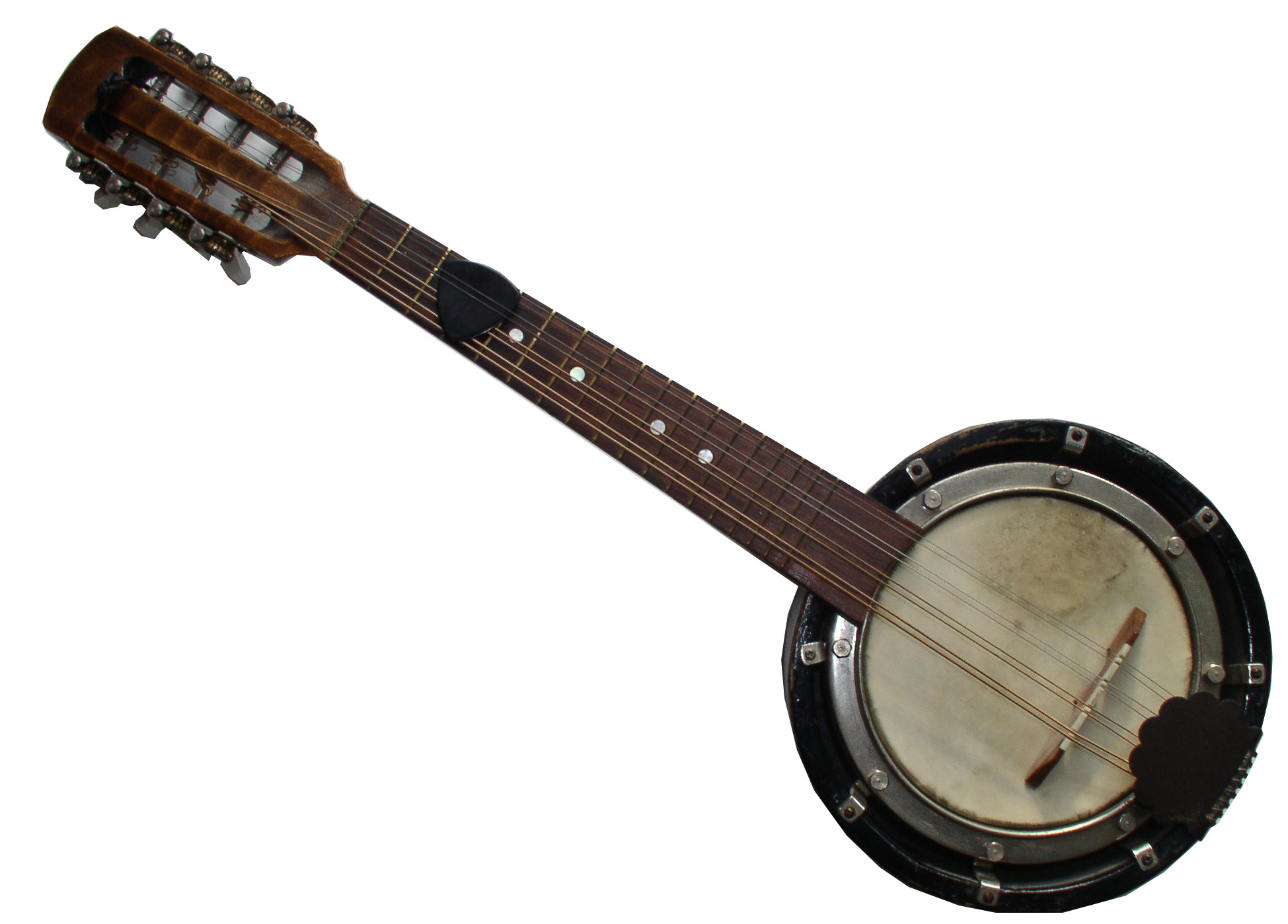
Banjoline

Une banjoline ou mandolin-banjo est un instrument de musique dont la caisse de résonance est comme celle d'un banjo : cerclée métalliquement sur laquelle est tendue une peau. L'accordage des cordes est similaire à celui d'une mandoline : sol (note la plus grave) - ré - la - mi

## Origines
À l'apogée des orchestres de mandoline et des bandes de banjo (c'est-à-dire entre la fin du XIXe siècle et le début du XXe), toutes sortes d'instruments ont été inventés. La banjoline est l'un des hybrides qui ont abouti.
Cet instrument est issue des expérimentations visant à amplifier le son, avant que l'amplification électrique ne le permette. Le premier brevet pour une mandoline-banjo est déposé en 1882 par Benjamin Bradbury, de Brooklyn. Le nom "banjolin" a lui été breveté par John Farris en 1885.
L'instrument a ensuite été popularisé au début du XXe siècle, avant que le banjo ténor devienne plus populaire dans les années 1920. 